# La Joyeuse Aventure
Pour plus de détails, voir Fiche technique et Distribution.
La Joyeuse Aventure (Ladies Crave Excitement) est un film américain réalisé par Nick Grinde, sorti en 1935.

## Synopsis
Don Phelan, l'as des reporters d'actualités, tombe amoureux de Wilma Howell, la fille du propriétaire d'une autre société d'actualités qui est une rivale acharnée de celle pour laquelle Don travaille. La rivalité, avec des cadreurs qui se bousculent, des actes de sabotage et des reporters qui se battent pour obtenir le "scoop", n'est pas de bon augure pour la romance.

## Fiche technique
- Titre français : La Joyeuse Aventure
- Titre original : Ladies Crave Excitement
- Réalisation : Nick Grinde
- Scénario : Wellyn Totman, Scott Darling, John Rathmell
- Producteur : Nat Levine
- Photographie : Ernest Miller, William Nobles
- Montage : Ray Curtiss
- Pays de production : États-Unis
- Format : Noir et blanc - 1,37:1 - Mono
- Genre : Comédie dramatique
- Durée : 73 minutes
- Date de sortie : 1935

## Distribution
- Norman Foster : Don Phelan
- Evalyn Knapp : Wilma Howell
- Eric Linden : Bob Starke
- Esther Ralston : Miss Winkler
- Christian Rub : Lars Swenson
- Syd Saylor : Flynn
- Gilbert Emery : J. Fenton Howell
- Herb Vigran : Harry